# Henrik Skogvold
Henrik Skogvold, né le 14 juillet 2004 à Kjeller en Norvège, est un footballeur norvégien qui évolue au poste d'avant-centre au Fredrikstad FK.

## Biographie

### En club
Né à Kjeller en Norvège, Henrik Skogvold est formé par le Lillestrøm SK. Il signe son premier contrat professionnel avec son club formateur le 19 novembre 2020, à seulement 16 ans.
Il fait sa première apparition avec l'équipe première le 24 juillet 2021, à l'occasion d'une rencontre de coupe de Norvège contre le Funnefoss/Vormsund IL (en). Il entre en jeu et son équipe s'impose par quatre buts à zéro. Il joue son premier match d'Eliteserien, l'élite du football norvégien, le 22 août 2021, contre le FK Haugesund. Il entre en jeu à la place de Gjermund Åsen et son équipe s'impose par trois buts à zéro.
Le 21 avril 2023, Henrik Skogvold rejoint l'IK Start sous la forme d'un prêt de quelques mois seulement. Il fait son retour au Lillestrøm SK dès le mois de juin 2023.
Le 14 août 2024, Henrik Skogvold rejoint le Fredrikstad FK. Il signe un contrat courant jusqu'en juillet 2028 avec son nouveau club.

### En sélection
Henrik Skogvold commence sa carrière internationale avec l'équipe de Norvège des moins de 17 ans, avec laquelle il joue un total de quatre matchs en 2021. 
Avec les moins de 18 ans il fait sept apparitions en 2022 et marque son seul but le 12 juin contre le Portugal (1-1 score final).